# Zeche Humboldt
Die Zeche Humboldt war ein Steinkohlen-Bergwerk in Mülheim an der Ruhr, im Ortsteil Heißen gelegen.

## Geschichte
In den Feldern der Zeche Humboldt wurde bereits im 18. Jahrhundert Kohle abgebaut, seit 1855 auch im Tiefbau mit dem Schacht Franz, der erst 1952 aufgegeben wurde. 1876 wurde die bergrechtliche Gewerkschaft Humboldt gegründet. Grubenvorstand war der Bankier Gustav Hanau. 1898 wurde die defizitäre Zeche Humboldt in den Mülheimer Bergwerks-Verein eingebracht. Ihre höchste Förderung mit 218.071 Tonnen erreicht die Zeche Humboldt im Jahre 1913 mit 768 Beschäftigten. 1929 wurden die Förderanlagen stillgelegt, der Abbau erfolgte fortan durch die Zeche Rosenblumendelle und Zeche Wiesche, wobei der Landabsatz bis Ende der 1960er Jahre für diesen Zechenverbund weiter genutzt wurde.
Seit 1973 befindet sich auf dem ehemaligen Zechengelände das Einkaufszentrum Rhein-Ruhr Zentrum.